# Császár Ármin Ignác
Császár Ármin Ignác (Császár Hermann Ignác) (Tokod, 1796. július 20. – Bakonybél, 1880. szeptember 19.) bencés szerzetes, bakonybéli perjel, aranyérdemkeresztes.

## Élete
1816. október 28-án lépett a rendbe; 1826. augusztus 17-én pappá szentelték. 1819–1821-ben gimnáziumi tanár volt Győrött, 1821–1822-ben Sopronban, 1822 és 1826 között hittanhallgató Pannonhalmán, 1826–1827-ben tanulmányi felügyelő és a rend növendékeinek tanára. 1827-től 1832-ig hitszónok Pannonhalmán, 1832 és 1841 között lelkész Tényőn, 1841-től 1849-ig ugyanaz Szentmártonban, 1849-től 1856-ig hitszónok Sopronban, 1856-tól 1864-ig spirituális ugyanott, 1864–1866-ban Komáromban, 1866 és 1875 között a Szent Mauríciusz Monostorban, 1875-től 1878-ig alperjel, 1878-tól perjel ugyanott.

## Munkái
Egyházi beszéde van a Pázmány Füzetekben (1859).